# Charles Goodyear
Charles Nelson Goodyear (New Haven, Connecticut 29. prosinca 1800. - New York, 1. srpnja 1860.) bio je američki kemičar i izumitelj. Goodyear je otkrio vulkanizaciju gume s čime su postavljeni temelji za današnju industriju gume. 15. lipnja 1844. patentirao je postupak vulkanizacije a 1855. proizveo je prvi Kondom.

## Zanimljivost
38 godina nakon smrti Charlesa Goodyeara dva njemačka doseljenika (Frank i Charles Seiberling) osnovali su tvrtku za proizvodnju automobilskih guma i nazvali ju  "Goodyear Tire". Ime je izabrano u njemu u čast.